# Celso Ramos
Celso Ramos es un municipio brasileño del estado de Santa Catarina. Tiene una población estimada al 2022 de 2 805 habitantes. Pertenece a la Región metropolitana de Contestado.

## Toponimia
El nombre es en homenaje a Celso Ramos (1897-1996), político brasileño y gobernador de Santa Catarina (1961-1966).

## Historia
Las primeras familias se instalaron en 1934. En 1936 se construyó la primera capilla, con esto el pueblo adoptó el nombre de Colonia São Paulo. Las principales actividades económicas era la siembra del maíz y el frijol, y la madera.
Fue elevado a distrito de Lages en 1957 bajo el nombre de Celso Ramos. En 1961 pasó a ser distrito de Anita Garibaldi, un nuevo municipio. Se emancipó el 26 de abril de 1989.